# Chocolate City
Albums de Parliament
Up For The Down Stroke
(1974) Mothership Connection
(1975)
Chocolate City est le deuxième album de Parliament sorti chez Casablanca Records en 1975.

## Liste des morceaux
1. Chocolate City
2. Ride On
3. Together
4. Side Effects
5. What Comes Funky
6. Let Me Be
7. If You Don'T Fit (Don'T Force It)
8. I Misjudged You
9. Big Footin'

unreleased
1. Common Law Wife

## Musiciens
- George Clinton – Arrangements, voix, production
- Bootsy Collins – Basse, guitare, arrangements, batterie
- Raymond Davis – voix
- Ramon Tiki Fulwood – Batterie
- Clarence "Fuzzy" Haskins – voix
- Eddie Hazel – Guitare, voix
- Prakash John – Basse
- Tyrone Lampkin – Batterie
- Man In The Box – Batterie
- Cordell Mosson – Basse, guitare
- Billy "Bass" Nelson – Basse
- Lucius Tawl Ross – Guitare rythmique
- Garry Shider – Voix, guitare rythmique
- Calvin Simon – Voix
- Grady Thomas – Voix
- Bernie Worrell – Synthétiseurs, arrangements, claviers